# رسم رمزي

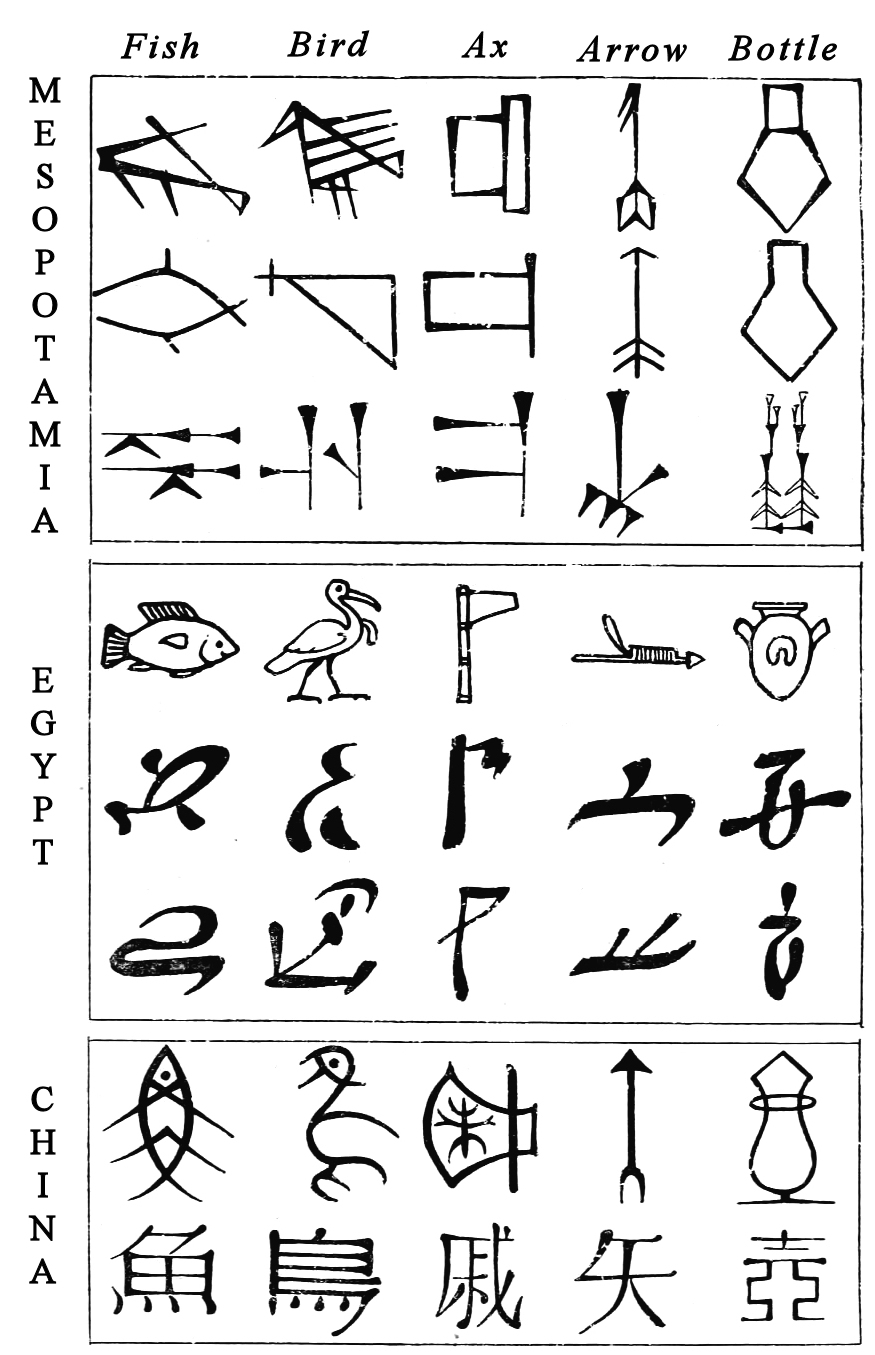
صورة توضح مراحل تطور الكتابة من الكتابة التصويرية إلى الشكل النهائي أو اللاحق، وهذا المثال عن الأحرف المسمارية والمصرية والصينية

الرسم الرمزي (بالإنجليزية: Logogram)‏ (اللوجُ‍غرام \-غراف) أو الكتابة التصويرية هي طريقة كتابة، تعتمد على رسم رموز للدلالة على معنى معين أو لفظ مقطع صوتي معين. ومُتفق على انّه تُعتبر كلًا من طرق الكتابة: رسم صوري (بالإنجليزية: Pictograph) ورسم فكري (بالإنجليزية: Ideogram) رسوم رموزية.